# Idiops angusticeps
Idiops angusticeps is een spinnensoort uit de familie van de valdeurspinnen (Idiopidae).
De wetenschappelijke naam van de soort werd in 1899 als Acanthodon angusticeps gepubliceerd door Reginald Innes Pocock.